# Зміївка (Бериславський район)
Змії́вка — село в Україні, у Бериславській міській громаді Бериславського району Херсонської області. Виникло на місці 4 сіл: Старошведське (швед. Gammalsvenskby, нім. Альтшведендорф), Шлянґендорф, Мюльгаузендорф і Кльостердорф. Населення становить близько 100 осіб.

## Історія

### Російська імперія
Село було засноване 1782 року шведськими поселенцями, яких російська цариця Катерина Друга переселила в Таврію з балтійського острова Даґе (тепер — Хіюмаа, Естонія). Воно називалося Ґаммальсвенскбю (Альтшведендорф або Старошведське).
На шляху, який налічував більше двох тисяч кілометрів, загинула майже половина з 1200 шведів, які вирушили на південь у серпні 1781 року. Після прибуття на місце 1 травня 1782р вони не виявили жодних обіцяних їм будинків і, як наслідок, згідно з записами парафії, у березні 1783 року в Старошведському проживало лише 135 осіб...
У 1794 році до Старошведського було переселено ще 30 шведів, захоплених до полону після війни з Ґуставом III. 
У 1804-му прибули німці з міста Вюнтенберг, заснували Шлянґендорф, у дослівному перекладі з німецької  – Зміїне село (Зміївку) та в 1835 Мюльгаузендорф (Михайлівку) та пізніше, через 20 років -  Клестердорф (Костирку).
У 1860 році – усі 4 села об’єднані до однієї парафії, що лише збільшило конфлікти: шведи були лютеранами, а пастори-німці належали до іншої протестантської конфесії. Ситуація ускладнювалася тим, що з 1860-х років населенню, чисельність якого зростала, стало не вистачати родючої землі.
У Швеції та Фінляндії проводилося збирання грошей і речей для Старошведського, унаслідок чого 1885 року в селі відкрили закладену 1882 року шведську кірху (церкву).
Станом на 1886 рік:
- в колонії Старошведська Старошведської волості Херсонського повіту Херсонської губернії мешкало 515 осіб, налічувалось 65 дворів, існували лютеранська церква та школа
- в колонії Клостендорф (Костирка) мешкало 773 особи, налічувалось 52 двори, існували католицька церква, школа, лавка
- в колонії Мільгаузендорф мешкало 489 осіб, налічувалось 47 дворів, існували лютеранський молитовний будинок, лавка
- в колонії Шлянґендорф (Гадюча) мешкало 474 особи, налічувалось 46 дворів, існували, лютеранський молитовний будинок та школа

7 (20) листопада 1917 року, відповідно до Третього Універсалу Української Центральної Ради, увійшло до складу Української Народної Республіки.

### Радянська доба
Село постраждало від Голодомору, проведеного радянським урядом у 1932—1933 роках. Згідно з мартирологом Національної книги пам'яті України, складеного на основі свідчень очевидців 2007 року, загинула 1 особа — Утас Олександр. У селі відбувались репресії щодо громадян органами ДПУ за розповсюдження чуток про голод.
Після Другої світової війни Старошведське перейменували на Вербівку, а колишні німецькі колонії, жителів яких радянська влада депортувала як «фольксдойчів» до і після війни, — на Зміївку (Шлянґендорф), Михайлівку (Мюльхаузендорф) та Костирку (Кльостендорф). 1951 року кірху перетворили на клуб, а згодом — на склад мінеральних добрив.

#### Переселення бойків
Після підписання угоди 1951 року між СРСР та Польщею про обмін ділянками прикордонних територій у села Зміївської сільської ради до колгоспу ім. Молотова переселили близько 2,5 тис. мешканців трьох переданих полякам західно-бойківських сіл: Лодини (147 родин), Долішніх Берегів (170 родин) і Нанови (122 родини) з тодішньої Дрогобицької області. Поселення розрослися й були об'єднані в одне село під назвою Зміївка. Зміївська сільська рада стала найбільшою бойківською громадою Херсонщини. На її території бойки становлять 80 % мешканців громади.
На Херсонщині переселенці-бойки зустрілися з проблемами різного штибу — від побутових до ментальних. Якщо з побутовими протягом кількох років вдалося поладнати, то з ментальними було гірше. За постановку вертепу на Різдво 1952 р. його організатори мали неприємну розмову в Бериславському КДБ, а одного з переселенців, Михайла Белея, за виготовлення костюмів для вертепників та малювання портретів І.Франка, Т.Шевченка, А.Шептицького Херсонський військовий трибунал засудив на 2,5 року як політично небезпечного для радянського суспільства.
У 1929 році майже всі етнічні шведи виїхали з села на кораблі до Швеції, після чого частина людей переїхала до Канади.  
Місцеве населення сприйняло бойків неприхильно, називаючи «бандерівцями», «гуцулами», але з часом змирилося, бо приїжджі склали більшість. Тепер населення змішалося і становить цікавий з погляду етнографії та соціології конгломерат культур. Взаємопроникненню культур сприяло дещо ізольоване географічне розташування Зміївки. До села треба їхати в об'їзд через балки, воно розташоване на високому виступі-півострові над Дніпром.
На території колишньої шведської кірхи є пам’ятний знак з прізвищами шведів, яких знищила радянська влада як ворогів народу.
Щодо німців... Доля не пожаліла багатьох з них.... Наступ нацистів із заходу автоматично перетворив усіх етнічних німців на «ненадійних». Багатьох не брали на фронт, відправляли до Сибіру.
У 1943 році справи стали не легші – німців почали проганяти до Німеччини, хоч Зміївка стала їх домом. Після капітуляції нацистів багато хто мріяв повернутися... Але нажаль їх автоматично відправляли до того самого Сибіру.  Як шведи, так і німці пройшли трагічний шлях поневірянь, але зуміли вберегти віру, мову, культуру, традиції... Усе те, що робить звичайних людей – народом!
Після ІІ світової війни Старошведське перейменували на Вербівку, а колишні німецькі колонії, жителів яких радянська влада депортувала як «фольксдойчів» до і після війни, – на Зміївку (Шлянґендорф), Михайлівку (Мюльхаузендорф), та Костирку (Кльостендорф).
1951 року кірху перетворили на клуб, а згодом – на склад мінеральних добрив. А після підписання угоди 1951 року між СРСР та Польщею про обмін ділянками прикордонних територій у села Зміївської сільської ради до колгоспу ім. Молотова переселили близько 2,5 тисяч мешканців трьох переданих полякам західно-бойківських сіл: Лодини (147 родин), Долішніх Берегів (170 родин) і Нанови (122 родини) з тодішньої Дрогобицької області. Поселення розрослися й були об’єднані в одне село під назвою Зміївка.
Зміївська сільська рада стала найбільшою бойківською громадою Херсонщини. На її території бойки становлять 80 % мешканців громади. На Херсонщині переселенці-бойки зустрілися з різними проблемами – від побутових до ментальних.
Бойкам не дали вибору, як і сотням переселенців. Але тут, на Херсонщині, вони продовжили ідентифікувати себе як галичани.
У родинах вони спілкувались на своїй говірці, співали пісень, колядували, підтримували свої звичаї, обряди. Люди згуртувались, ходили у вертепі. 
Але їх потім переслідували, радянська влада бачила у цьому агітацію.
Якщо побутові проблеми протягом кількох років вдалося поладнати, то з ментальними було гірше.
За постановку вертепу на Різдво 1952 року його організатори мали неприємну розмову в Бериславському КДБ, а одного з переселенців, Михайла Белея, за виготовлення костюмів для вертепників та малювання портретів Франка, Шевченка, Шептицького Херсонський військовий трибунал засудив на 2,5 роки як політично небезпечного для радянського суспільства. Не обійшлося без вигуків з боку місцевого населення «бандерівці», «гуцули», але з часом змирилося, бо приїжджі склали більшість. Так завершилася передостання міграція мешканців найунікальнішого села Півдня України.

### Незалежна Україна
В селі є три храми — православний, протестантський і греко-католицький (останні два збудовані переселенцями-бойками).
При в'їзді напис «Ласкаво просимо до села Зміївка», який дублюється ще англійською, шведською та німецькою мовами.
Для старшого покоління переселенців часто організовуються поїздки до рідних місць. Сприяють тому товариства переселенців на заході України: «Бойківщина» (Івано-Франківськ) і «Устрики» (Миколаїв, Львівська область). Проводяться «Бойківські ватри», у яких щороку бере участь близько 500 переселенців.
До 50-ліття депортації (2001) у Зміївці над берегом Дніпра відкрили пам'ятний знак з зображенням гір, бойківських церкви та хати. В основі знаку — земля з трьох сіл, привезена з Польщі.
Зараз у Зміївці мешкає невелика шведська громада (108 осіб). Нащадки шведів розмовляють, співають і моляться старошведською, яку вже не почуєш в Швеції. Проте й у Зміївці залишилося небагато людей, які пам'ятають старошведські обряди та співи.
1988 — віряни-протестанти почали відбудовувати свою церкву за власні кошти. Пастори зі Швеції приїздять до Зміївки раз на кілька місяців, оскільки свого священика громада не має.
Загалом у Зміївці сьогодні живуть люди 12 національностей.
2 жовтня 2008 в рамках державного візиту село відвідав шведський монарх Карл XVI Густав і його дружина Сільвія. Король Швеції зустрівся з жителями села — етнічними шведами. Коронований гість херсонських шведів подарував місцевій лікарні діагностичне обладнання. Король разом із королевою завітав в Зміївці до Свято-Михайлівської церкви (кірхи) (http://pravoslavchurch.ucoz.ua/ [Архівовано 16 січня 2021 у Wayback Machine.]), яка належить православній та шведській лютеранській громадам, де взяв участь у богослужінні, яке провів шведський пастор. До приїзду короля храм відремонтували, на ньому встановлено новий купол.
У селі король із королевою поклали квіти до Пам'ятного знаку шведам і німцям, репресованим у 1937—1938 рр.
До цього візиту в село 15 вересня 2008 збудована нова дорога від основної траси. Автомобільна дорога має статус місцевого значення Т-04-03 (Мар'янське-Берислав до а/д Р-47) протяжністю 4 км (новий напрямок). Будівництво дороги почалося в травні 2008 року, вартість будівництва — 18,485 млн грн. Ліворуч від дороги висаджені молоді туї. Під час церемонії відкриття дороги король Швеції та голова Херсонської обласної державної адміністрації Борис Сіленков перерізали символічну стрічку.
До візиту за рахунок обласного бюджету фактично з нуля відбудували систему водопостачання. Прибрали з головного сільського майдану пам'ятник Леніну (він був у занедбаному стані, і депутати сільради одноголосно ухвалили його знести).
23 серпня 2010 року у День Державного Прапора України за підтримки благодійної ініціативи «Героїка» відбулось урочисте відкриття меморіалу «Борцям за волю України».
З 31 серпня по 22 вересня 2016 року в Бериславі, Зміївці, Миловому та Чаплинці відбувалися зйомки повнометражного художнього фільму «Вулкан» режисера Романа Бондарчука.

### Російське вторгнення в Україну (2022)

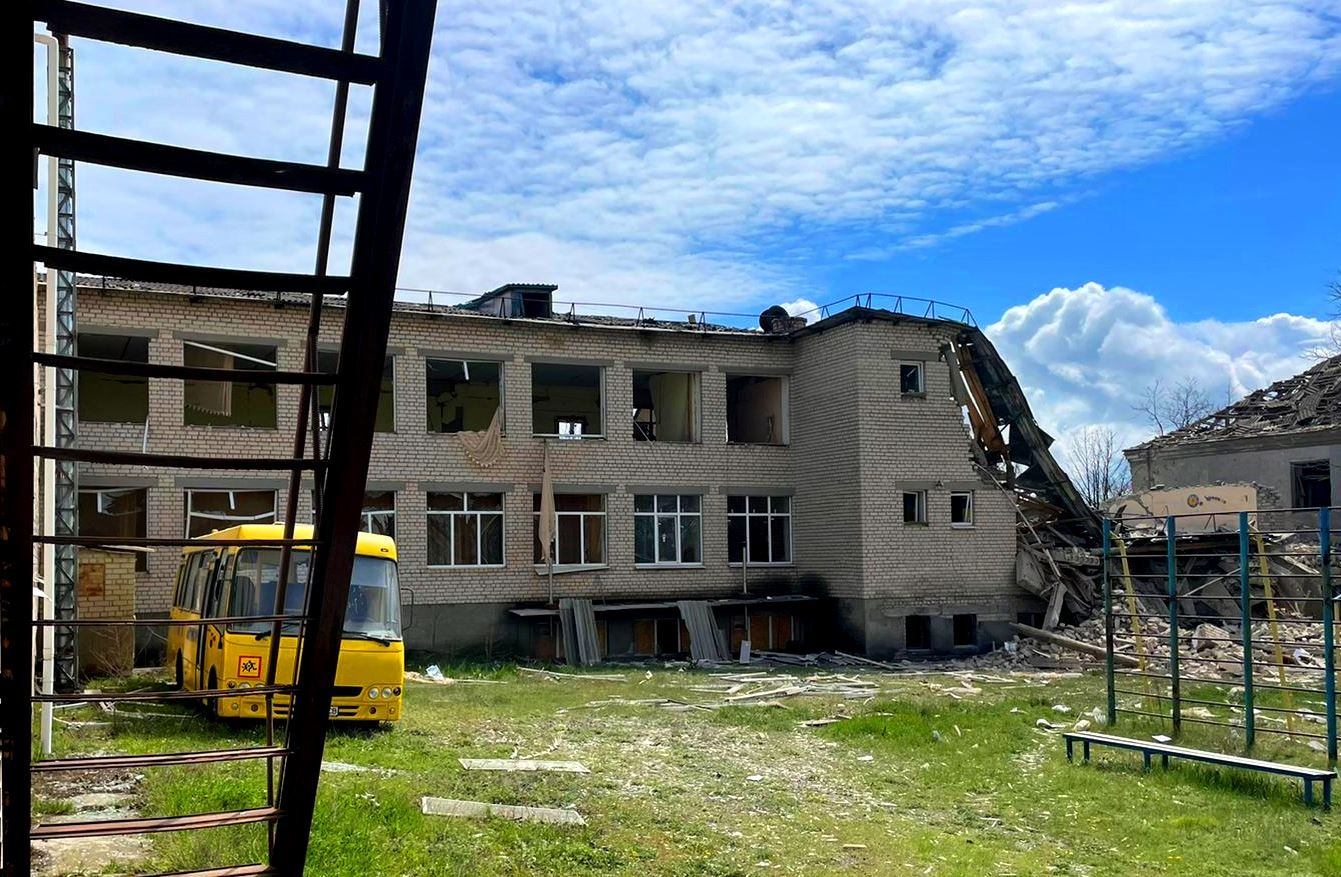
Школа після авіаудару 13 квітня

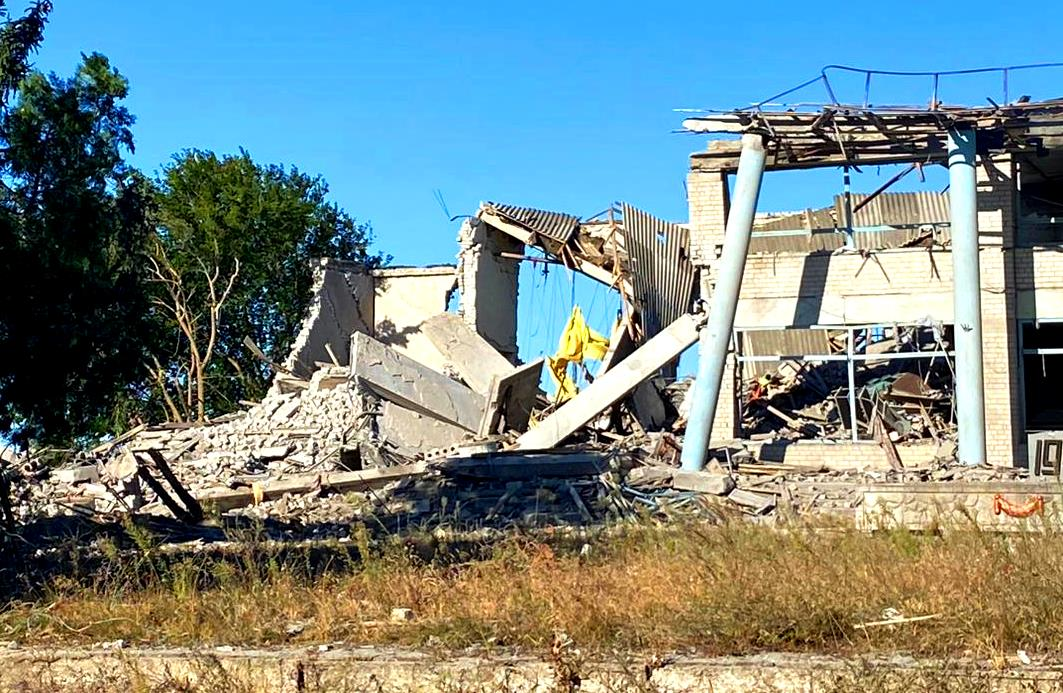
Будинок культури після удару у жовтні 2023 року

Під час російського вторгнення в Україну 2022 року село окупували російські війська.
30 квітня російські війська викрали старосту села.
30 липня Російська окупаційна влада знищила встановлений у Зміївці меморіал «Борцям за волю України».
11 листопада село було звільнено Збройними Силами України під час контрнаступу на Херсонщині.
Після звільнення Збройними силами України село перебуває під постійним вогнем російської армії.
Так, 6 лютого 2023 року окупанти обстріляли село, пошкодивши будинки місцевих жителів
Вранці 16 лютого російські війська здійснили артобстріл Зміївки, вбивши одним з снарядів двох цивільних людей.
13 квітня російським авіаударом було вщент зруйновано загальноосвітню школу у селі та пошкоджено шкільний автобус поруч, внаслідок бомбардування 1 людина загинула та 1 поранена, ввечері 26 липня будівлю школи було обстріляно знову, постраждало приміщення спортзалу.
В середині жовтня 2023 року російським бомбардуванням зруйновано сільський будинок культури.

## Населення
Згідно з переписом УРСР 1989 року чисельність наявного населення села становила 2675 осіб, з яких 1262 чоловіки та 1413 жінок.
За переписом населення 2001 року в селі мешкало 2 759 осіб.

### Мовний склад
Рідна мова населення за даними перепису 2001 року:
| Мова       | Чисельність, осіб | Доля     |
| ---------- | ----------------- | -------- |
| Українська | 2 567             | 93,04 %  |
| Російська  | 145               | 5,26 %   |
| Інше       | 47                | 1,70 %   |
| Разом      | 2 759             | 100,00 % |

### Культура
У селі протягом багатьох років існують самодіяльні музичні і танцювальні колективи:
- Гурт «Бойківчани»
- Шведське тріо «Трикусен»

## Культові споруди
Оскільки історія села тісно пов'язана одразу із декількома етно-конфесійними спільнотами, в Зміївці діють:
- Різдво-Богородицький храм Української Греко-Католицької Церкви.
- Храм Архистратига Михаїла ПЦУ, декілька разів потрапляв під російський обстріл у 2023[24] і 2024 роках[25].
- Лютеранська кірха апостола Івана.

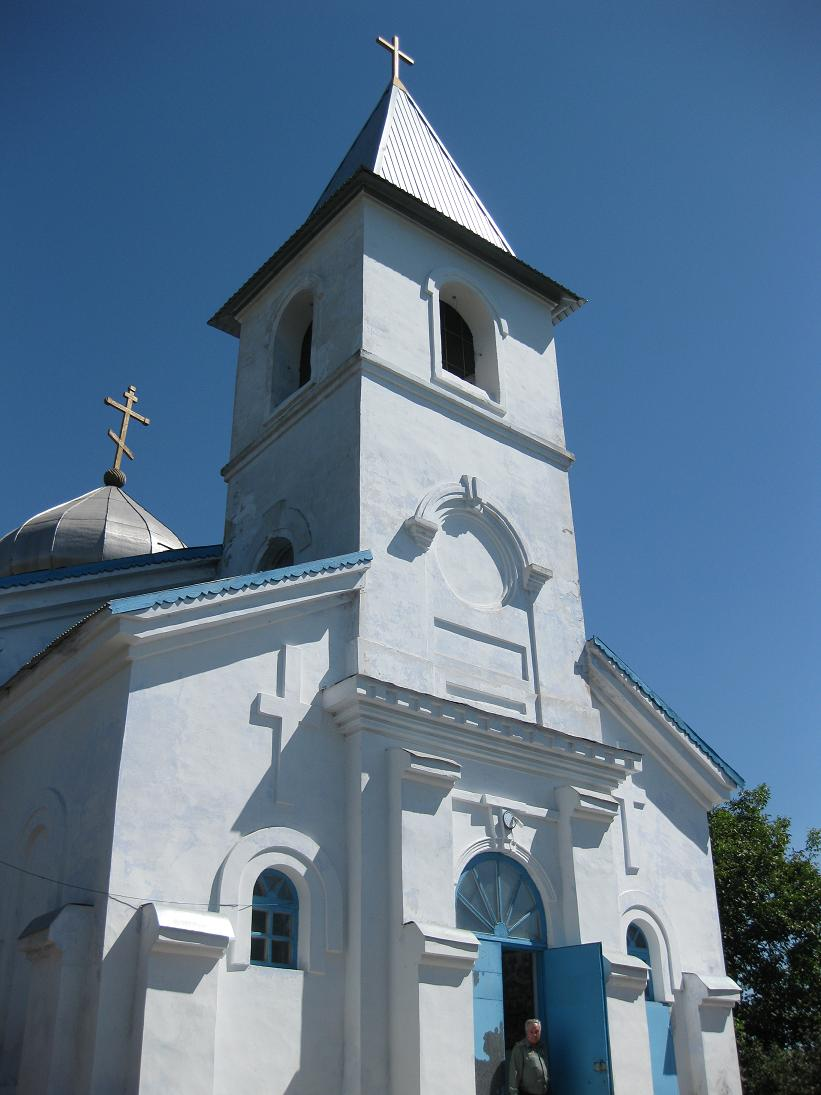
Храм Архистратига Михаїла ПЦУ (http://pravoslavchurch.ucoz.ua [Архівовано 16 січня 2021 у Wayback Machine.])
Храм Різдва Пресвятої Богородиці Української Греко-Католицької Церкви

## Пам'ятники

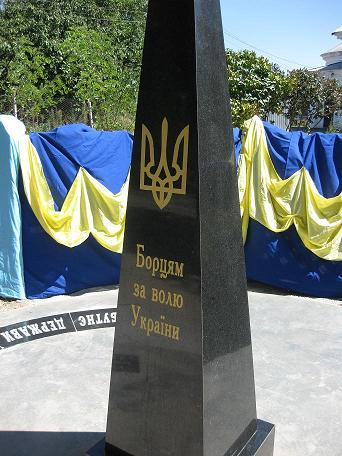
Меморіал «Борцям за волю України»Повну інформацію про значення і створення цього пам'ятника Ви можете дізнатися з цього сайту -http://pravoslavchurch.ucoz.ua/publ
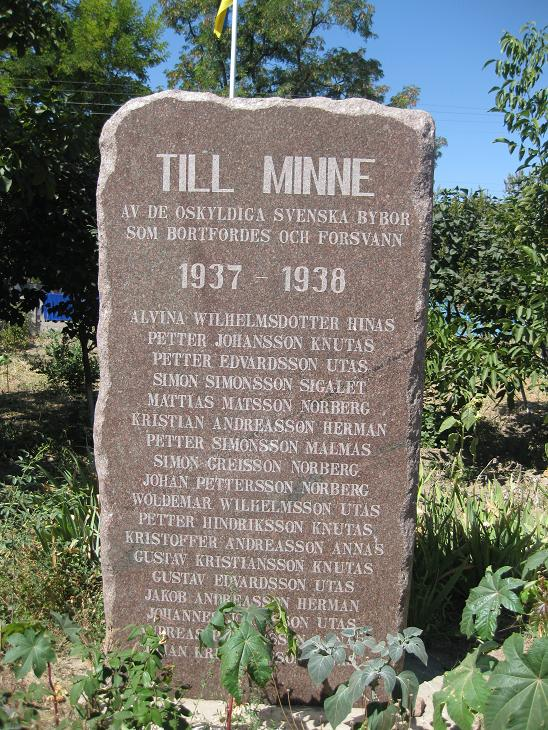
Пам'ятник репресованим шведам. Повну інформацію про значення і створення цього пам'ятника Ви можете дізнатися з цього сайту - http://pravoslavchurch.ucoz.ua/publ [Архівовано 27 травня 2017 у Wayback Machine.]

## Постаті
12 листопада 2016 на будівлі ЗОШ відкрито меморіальну дошку пам'яті загиблого в АТО випускника Андрія Смільницького (1986—2016).